# Algonquin Highlands
Algonquin Highlands es un municipio canadiense situado en la provincia de Ontario.

## Superficie
Algonquin Highlands tiene una superficie de 999,69 km².

## Demografía
En 2021, tenía 2588 habitantes, una densidad poblacional de 2,6 hab./km², y 3325 viviendas.